# Municipio Juan Manuel Cajigal
Juan Manuel Cajigal es uno de los 21 municipios que forman parte del Estado Anzoátegui, Venezuela. Está ubicado al noroeste de dicho Estado, tiene una superficie de 1741 km² y una población de 15 012 habitantes (INE 2023). El Municipio Cajigal está dividido en dos parroquias, Onoto y San Pablo. Su capital es el poblado del Onoto. El municipio lleva el nombre del matemático venezolano Juan Manuel Cajigal y Odoardo.

## Geografía

### Organización parroquial
| Parroquia         | Superficie | Población (2010) | Densidad     |
| ----------------- | ---------- | ---------------- | ------------ |
| Onoto             | km²        | 10.705 hab.      | hab./km²     |
| San Pablo         | km²        | 2.771 hab.       | hab./km²     |
| Municipio Cajigal | 1.741 km²  | 13.747 hab.      | 7,9 hab./km² |

## Política y gobierno

### Alcaldes
| Período     | Alcalde              | Partido político / Alianza | % de votos | Notas |
| ----------- | -------------------- | -------------------------- | ---------- | --- |
| 1989 - 1992 | Benigno Tovar Porras | AD                         | 61,19      | Primer alcalde bajo elecciones directas |
| 1992 - 1995 | Benigno Tovar Porras | AD                         | 56,57      | Reelecto |
| 1995 - 2000 | Rubén Darío Decena   | AD                         | -          | Segundo alcalde bajo elecciones directas (se realizaron elecciones generales adelantadas en el 2000 debido a la aprobación de la Constitución de 1999) |
| 2000 - 2004 | Mardo Marcano        | MP                         | 51,93      | Tercer alcalde bajo elecciones directas |
| 2004 - 2008 | Mardo Marcano        | MPPL                       | 32,01      | Reelecto |
| 2008 - 2013 | Antonio Golffin      | PSUV                       | 51,46      | Cuarto alcalde bajo elecciones directas (se postergan 1 año las elecciones municipales pautadas para finales del 2012)                                 |
| 2013 - 2017 | Maricela Taguaripano | PSUV                       | 52,29      | Quinta alcalde bajo elecciones directas |
| 2017 - 2021 | Mardo Marcano        | UNT                        | 42,49      | Sexto alcalde bajo elecciones directas |
| 2021 - 2025 | Nedymar Marcano      | PSUV                       | 46,55      | Séptimo alcalde bajo elecciones directas |

### Concejo municipal
Periodo 2021 - 2025
| Concejales:       | Partido político / Alianza |
| ----------------- | -------------------------- |
| Maria Urbina      | PSUV                       |
| Juan Espinoza     | PSUV                       |
| Angel Reyes       | PSUV                       |
| Yudexi Medina     | PSUV                       |
| Aquiles Cachacoco | PCV                        |
| Olga Rodríguez    | PCV                        |
| Ana Santoyo       | (Representación indígena)  |

## véase también
- Municipios de Venezuela
- Venezuela